# Neurolejeunea seminervis
Neurolejeunea seminervis är en bladmossart som först beskrevs av Richard Spruce, och fick sitt nu gällande namn av Victor Félix Schiffner. Neurolejeunea seminervis ingår i släktet Neurolejeunea och familjen Lejeuneaceae. Inga underarter finns listade i Catalogue of Life.